# Lot 9 (Île-du-Prince-Édouard)
Lot 9 est un canton dans le comté de Prince, Île-du-Prince-Édouard, Canada. Il fait partie de la Paroisse Halifax.

## Population
- 410 (recensement de 2001)[1]
- 362 (recensement de 2006)[1]
- 306 (recensement de 2011)[2]

## Communautés
Non-incorporé :
- Beaton Road
- Brae
- Coleman
- Derby